# Fußballsportverein Frankfurt 1899 1982-1983
Questa voce raccoglie le informazioni riguardanti il Fußballsportverein Frankfurt 1899 nelle competizioni ufficiali della stagione 1982-1983.

## Stagione
Nella stagione 1982-1983 il FSV Francoforte, allenato da Rolf Birkhölzer e Horst Heese, concluse il campionato di 2. Bundesliga al 19º posto. In Coppa di Germania il FSV Francoforte fu eliminato al secondo turno dal Waldhof Mannheim.

## Rosa
| N. |                     | Ruolo | Calciatore        |
| -- | ------------------- | ----- | ----------------- |
|    | Germania (bandiera) | P     | Klaus Herzer      |
|    | Germania (bandiera) | P     | Norbert Winkler   |
|    | Germania (bandiera) | D     | Dieter Agatha     |
|    | Germania (bandiera) | D     | Hans-Peter Boy    |
|    | Germania (bandiera) | D     | Jürgen Brauburger |
|    | Germania (bandiera) | D     | Reinhard Kroner   |
|    | Germania (bandiera) | D     | Hermann Luy       |
|    | Germania (bandiera) | D     | Thomas Naumann    |
|    | Germania (bandiera) | D     | Gerd Schneider    |
|    | Germania (bandiera) | D     | Uwe Weigert       |
|    | Germania (bandiera) | C     | Winfried Döring   |
|    | Germania (bandiera) | C     | Armin Görtz       |

| N. |                     | Ruolo | Calciatore          |
| -- | ------------------- | ----- | ------------------- |
|    | Spagna (bandiera)   | C     | Julio Álvarez       |
|    | Germania (bandiera) | C     | Andreas Koch        |
|    | Germania (bandiera) | C     | Günter Oleknavicius |
|    | Spagna (bandiera)   | C     | Orejuela            |
|    | Germania (bandiera) | C     | Dietmar Rompel      |
|    | Germania (bandiera) | C     | Josef Sarroca       |
|    | Spagna (bandiera)   | A     | Álvarez             |
|    | Germania (bandiera) | A     | Armin Balzer        |
|    | Germania (bandiera) | A     | Wolfgang Kaufmann   |
|    | Germania (bandiera) | A     | Michael Traband     |
|    | Germania (bandiera) | A     | Michael Tuschl      |

## Organigramma societario
Area tecnica
- Allenatore: Horst Heese
- Allenatore in seconda:
- Preparatore dei portieri:
- Preparatori atletici:

## Calciomercato

### Sessione estiva
| Acquisti | Acquisti        | Acquisti      | Acquisti |
| R.       | Nome            | da            | Modalità |
| -------- | --------------- | ------------- | -------- |
| C        | Winfried Döring | Hessen Kassel |          |

| Cessioni | Cessioni | Cessioni | Cessioni |
| R.       | Nome     | a        | Modalità |
| -------- | -------- | -------- | -------- |

### Sessione invernale
| Acquisti | Acquisti    | Acquisti              | Acquisti |
| R.       | Nome        | da                    | Modalità |
| -------- | ----------- | --------------------- | -------- |
| C        | Armin Görtz | Eintracht Francoforte |          |

| Cessioni | Cessioni | Cessioni | Cessioni |
| R.       | Nome     | a        | Modalità |
| -------- | -------- | -------- | -------- |

## Risultati

### 2. Bundesliga

#### Girone di andata
| Arbitro: | Dellwing |

|                              |           |                   |
| Oleknavicius 17’ Sarroca 64’ | Marcatori | 76’ (rig.) Dubski |

| Arbitro: | Schütte |

|                                         |           |            |
| Kostedde 11’ Olaidotter 74’ Lehmann 86’ | Marcatori | 45’ Tuschl |

| Arbitro: | Kespohl |

|  |           |                    |
|  | Marcatori | 8’ Walter 32’ Linz |

| Arbitro: | Assenmacher |

|                                                                       |           |                                    |
| Schäfer 18’ Zimmermann 19’ Römer 40’ Buschmann 45’ Krüger 67’ Elm 71’ | Marcatori | 20’ Döring 51’ Sarroca 75’ Álvarez |

| Arbitro: | Walz |

|             |           |                |
| Weigert 68’ | Marcatori | 83’ Dannenberg |

| Arbitro: | Michel |

|                                                             |           |                              |
| Franusch 27’, 88’ Martin 32’ Bein 74’, 84’ Michelberger 86’ | Marcatori | 58’ Oleknavicius 86’ Álvarez |

| Arbitro: | Glaw |

|            |           |              |
| Meisel 78’ | Marcatori | 90’ Orejuela |

| Arbitro: | Meijerink |

|                        |           |  |
| Álvarez 53’ Tuschl 75’ | Marcatori |  |

| Arbitro: | Hontheim |

|            |           |            |
| Pirsig 86’ | Marcatori | 52’ Agatha |

| Arbitro: | Engel |

|                          |           |                             |
| Álvarez 25’ Orejuela 78’ | Marcatori | 44’ Puszamszies 58’ Hofmann |

| Arbitro: | Bruch |

|                                                    |           |             |
| Mödrath 4’ Jansen 51’ Dörmann 66’, 69’ Rombach 83’ | Marcatori | 65’ Álvarez |

| Arbitro: | Eli |

|  |           |                            |
|  | Marcatori | 32’, 61’ Nickel 90’ Susser |

| Arbitro: | Dilg |

|                                                             |           |             |
| Linßen 17’ Vittinghoff 20’, 41’, 52’ Lemke 48’ Grabosch 70’ | Marcatori | 11’ Naumann |

| Arbitro: | Wuttke |

|                                          |           |                                                            |
| Agatha 10’ Sarroca 79’ Kroner 82’ (rig.) | Marcatori | 8’ Münn 15’, 83’ Traser 58’, 68’ Pallaks 59’ (rig.) Eymold |

| Arbitro: | Schütte |

|                               |           |             |
| Pięta 10’ Schatzschneider 18’ | Marcatori | 15’ Álvarez |

| Arbitro: | Pauly |

|            |           |                         |
| Kroner 21’ | Marcatori | 56’ Vorreiter 87’ Ossen |

| Arbitro: | Heitmann |

|            |           |             |
| Elgert 28’ | Marcatori | 90’ Naumann |

| Arbitro: | Niebergall |

|                        |           |  |
| Kroner 61’ Traband 73’ | Marcatori |  |

| Arbitro: | Kespohl |

|                                |           |                                        |
| Wegmann 61’ Richter 79’ (rig.) | Marcatori | 6’ Balzer 31’ Traband 35’, 42’ Álvarez |

#### Girone di ritorno
| Arbitro: | Wiesel |

|                                          |           |             |
| Dubski 51’ Wohlfarth 69’, 74’ Helmes 83’ | Marcatori | 89’ Traband |

| Arbitro: | Klauser |

|                         |           |              |
| Traband 75’ Álvarez 87’ | Marcatori | 43’ Kostedde |

| Arbitro: | Kautschor |

|                            |           |  |
| Walter 57’, 83’ Sebert 77’ | Marcatori |  |

| Arbitro: | Glaw |

|             |           |          |
| Álvarez 37’ | Marcatori | 68’ Lenz |

| Arbitro: | Roth |

|                          |           |  |
| Dannenberg 24’ Kriar 47’ | Marcatori |  |

| Arbitro: | Tritschler |

|             |           |                                               |
| Orejuela 2’ | Marcatori | 6’ Michelberger 18’ Grünewald 82’ (rig.) Bein |

| Francoforte sul Meno 4 aprile 1983, ore 15:00 CEST 26ª giornata | FSV Francoforte | 0 – 0 referto | Friburgo | Stadion am Bornheimer Hang (1 200 spett.)\| Arbitro: \| Schütte \| |
| Arbitro:                                                        | Schütte         |               |          |                                                                    |

| Arbitro: | Bodmer |

|                           |           |            |
| Kirschner 9’ Katsaros 61’ | Marcatori | 29’ Balzer |

| Arbitro: | Ermer |

|                        |           |          |
| Görtz 25’ Orejuela 87’ | Marcatori | 51’ Bals |

| Arbitro: | Waltert |

|                            |           |           |
| Buttgereit 50’ Hofmann 69’ | Marcatori | 5’ Agatha |

| Arbitro: | Messmer |

|             |           |                                          |
| Sarroca 69’ | Marcatori | 18’ Kügler 31’ (rig.) Thomas 79’ Rombach |

| Arbitro: | Dilg |

|               |           |  |
| Klinsmann 67’ | Marcatori |  |

| Arbitro: | Kasperowski |

|                                  |           |  |
| Hutwelker 68’ (aut.) Álvarez 86’ | Marcatori |  |

| Arbitro: | Puchalski |

|  |           |             |
|  | Marcatori | 49’ Sarroca |

| Arbitro: | Föckler |

|             |           |                      |
| Traband 26’ | Marcatori | 14’ Dierßen 82’ Goll |

| Arbitro: | Kespohl |

|                                                              |           |                     |
| Nehoda 3’, 20’, 86’ Trapp 32’ (rig.) Schüler 38’ Mattern 54’ | Marcatori | 19’ Traband 43’ Boy |

| Arbitro: | Mierswa |

|  |           |                  |
|  | Marcatori | 4’, 14’ Steubing |

| Arbitro: | Walz |

|                       |           |                  |
| Metzler 5’ Glaser 89’ | Marcatori | 59’, 84’ Sarroca |

| Arbitro: | Osmers |

|                                                |           |             |
| Görtz 31’ (rig.) Luy 67’ (rig.) Brauburger 73’ | Marcatori | 32’ Demange |

### Coppa di Germania
| Arbitro: | Ermer |

|                                   |           |                     |
| Sarroca 6’ Álvarez 10’ Tuschl 34’ | Marcatori | 85’ Allofs 88’ Geye |

| Arbitro: | Dilg |

|                              |           |  |
| Bührer 11’ Sebert 80’ (rig.) | Marcatori |  |

## Statistiche

### Statistiche di squadra
| Competizione      | Punti | In casa | In casa | In casa | In casa | In casa | In casa | In trasferta | In trasferta | In trasferta | In trasferta | In trasferta | In trasferta | Totale | Totale | Totale | Totale | Totale | Totale | DR  |
| Competizione      | Punti | G       | V       | N       | P       | Gf      | Gs      | G            | V            | N            | P            | Gf           | Gs           | G      | V      | N      | P      | Gf     | Gs     | DR  |
| ----------------- | ----- | ------- | ------- | ------- | ------- | ------- | ------- | ------------ | ------------ | ------------ | ------------ | ------------ | ------------ | ------ | ------ | ------ | ------ | ------ | ------ | --- |
| 2. Bundesliga     | 26    | 19      | 7       | 4       | 8       | 26      | 31      | 19           | 2            | 4            | 13           | 24           | 55           | 38     | 9      | 8      | 21     | 50     | 86     | -36 |
| Coppa di Germania | -     | 1       | 1       | 0       | 0       | 3       | 2       | 1            | 0            | 0            | 1            | 0            | 2            | 2      | 1      | 0      | 1      | 3      | 4      | -1  |
| Totale            | 26    | 20      | 8       | 4       | 8       | 29      | 33      | 20           | 2            | 4            | 14           | 24           | 57           | 40     | 10     | 8      | 22     | 53     | 90     | -37 |

### Andamento in campionato
| Giornata  | 1 | 2  | 3  | 4  | 5  | 6  | 7  | 8  | 9  | 10 | 11 | 12 | 13 | 14 | 15 | 16 | 17 | 18 | 19 | 20 | 21 | 22 | 23 | 24 | 25 | 26 | 27 | 28 | 29 | 30 | 31 | 32 | 33 | 34 | 35 | 36 | 37 | 38 |
| --------- | - | -- | -- | -- | -- | -- | -- | -- | -- | -- | -- | -- | -- | -- | -- | -- | -- | -- | -- | -- | -- | -- | -- | -- | -- | -- | -- | -- | -- | -- | -- | -- | -- | -- | -- | -- | -- | -- |
| Luogo     | C | T  | C  | T  | C  | T  | T  | C  | T  | C  | T  | C  | T  | C  | T  | C  | T  | C  | T  | T  | C  | T  | C  | T  | C  | C  | T  | C  | T  | C  | T  | C  | T  | C  | T  | C  | T  | C  |
| Risultato | V | P  | P  | P  | N  | P  | N  | V  | N  | N  | P  | P  | P  | P  | P  | P  | N  | V  | V  | P  | V  | P  | N  | P  | P  | N  | P  | V  | P  | P  | P  | V  | V  | P  | P  | P  | N  | V  |
| Posizione | 7 | 12 | 14 | 16 | 15 | 19 | 17 | 16 | 17 | 17 | 17 | 18 | 18 | 19 | 19 | 19 | 19 | 18 | 18 | 18 | 18 | 18 | 18 | 19 | 19 | 19 | 19 | 19 | 19 | 19 | 19 | 19 | 19 | 19 | 19 | 19 | 19 | 19 |

Legenda:

Luogo: C = Casa; T = Trasferta. Risultato: V = Vittoria; N = Pareggio; P = Sconfitta.

### Statistiche dei giocatori
| Giocatore       | 2. Bundesliga | 2. Bundesliga | 2. Bundesliga | 2. Bundesliga | Coppa di Germania | Coppa di Germania | Coppa di Germania | Coppa di Germania | Totale   | Totale | Totale      | Totale     |
| Giocatore       | Presenze      | Reti          | Ammonizioni   | Espulsioni    | Presenze          | Reti              | Ammonizioni       | Espulsioni        | Presenze | Reti   | Ammonizioni | Espulsioni |
| --------------- | ------------- | ------------- | ------------- | ------------- | ----------------- | ----------------- | ----------------- | ----------------- | -------- | ------ | ----------- | ---------- |
| D. Agatha       | 35            | 3             | 10            | 0             | 2                 | 0                 | 0                 | 0                 | 37       | 3      | 10          | 0          |
| J. Alvarez      | 0             | 0             | 0             | 0             | 0                 | 0                 | 0                 | 0                 | 0        | 0      | 0           | 0          |
| A. Balzer       | 27            | 2             | 3             | 0             | 1                 | 0                 | 0                 | 0                 | 28       | 2      | 3           | 0          |
| H. Boy          | 15            | 1             | 2             | 0             | 0                 | 0                 | 0                 | 0                 | 15       | 1      | 2           | 0          |
| J. Brauburger   | 12            | 1             | 2             | 0             | 1                 | 0                 | 0                 | 0                 | 13       | 1      | 2           | 0          |
| W. Döring       | 34            | 1             | 5             | 0             | 2                 | 0                 | 0                 | 0                 | 36       | 1      | 5           | 0          |
| A. Görtz        | 17            | 2             | 4             | 0             | 0                 | 0                 | 0                 | 0                 | 17       | 2      | 4           | 0          |
| K. Herzer       | 23            | 0             | 0             | 0             | 2                 | 0                 | 0                 | 0                 | 25       | 0      | 0           | 0          |
| W. Kaufmann     | 5             | 0             | 0             | 0             | 0                 | 0                 | 0                 | 0                 | 5        | 0      | 0           | 0          |
| A. Koch         | 18            | 0             | 2             | 0             | 0                 | 0                 | 0                 | 0                 | 18       | 0      | 2           | 0          |
| R. Kroner       | 31            | 3             | 4             | 0             | 2                 | 0                 | 0                 | 0                 | 33       | 3      | 4           | 0          |
| H. Luy          | 30            | 1             | 7             | 0             | 2                 | 0                 | 0                 | 0                 | 32       | 1      | 7           | 0          |
| T. Naumann      | 15            | 2             | 4             | 0             | 1                 | 0                 | 1                 | 0                 | 16       | 2      | 5           | 0          |
| G. Oleknavicius | 34            | 2             | 4             | 1             | 2                 | 0                 | 0                 | 0                 | 36       | 2      | 4           | 1          |
| O. Orejuela     | 30            | 4             | 4             | 0             | 1                 | 0                 | 0                 | 0                 | 31       | 4      | 4           | 0          |
| D. Rompel       | 18            | 0             | 0             | 1             | 2                 | 0                 | 0                 | 0                 | 20       | 0      | 0           | 1          |
| J. Sarroca      | 26            | 7             | 2             | 0             | 1                 | 1                 | 0                 | 0                 | 27       | 8      | 2           | 0          |
| G. Schneider    | 0             | 0             | 0             | 0             | 0                 | 0                 | 0                 | 0                 | 0        | 0      | 0           | 0          |
| M. Traband      | 29            | 6             | 5             | 0             | 1                 | 0                 | 0                 | 0                 | 30       | 6      | 5           | 0          |
| M. Tuschl       | 16            | 2             | 0             | 0             | 2                 | 1                 | 0                 | 0                 | 18       | 3      | 0           | 0          |
| U. Weigert      | 17            | 1             | 4             | 0             | 2                 | 0                 | 0                 | 0                 | 19       | 1      | 4           | 0          |
| N. Winkler      | 16            | 0             | 0             | 0             | 0                 | 0                 | 0                 | 0                 | 16       | 0      | 0           | 0          |
| Á. Álvarez      | 34            | 11            | 3             | 0             | 2                 | 1                 | 0                 | 0                 | 36       | 12     | 3           | 0          |